# Willie Bobo
Willie Bobo, pseudonimo di William Correa (New York, 28 febbraio 1934 – Los Angeles, 15 settembre 1983), è stato un percussionista statunitense.
In tutta la sua carriera, stroncata improvvisamente da un tumore, collaborò con George Shearing, Mary Lou Williams, Cal Tjader e Carlos Santana, oltre ad aver partecipato in qualità di membro d'orchestra ad alcuni spettacoli televisivi di Bill Cosby. Morì a Los Angeles nel 1983 all'età di 49 anni.
Suo figlio, Eric Bobo (1968), è il percussionista del gruppo statunitense dei Cypress Hill.

## Discografia
- Bobo! Do That Thing/Guajira (Tico, 1963) [1]
- Bobo's Beat (Roulette, 1964)
- Let's Go Bobo! (Roulette, 1964) [2]
- Spanish Grease (Verve, 1965)
- Uno, Dos, Tres 1.2.3 (Verve, 1966)
- Feelin' So Good (Verve, 1967)
- Juicy (Verve, 1967)
- Bobo Motion (Verve, 1967)
- Spanish Blues Band (Verve, 1967)
- A New Dimension (Verve, 1968)
- Evil Ways (Verve, 1968)
- Do What You Want to Do (Sussex, 1971) [3]
- Tomorrow Is Here (Blue Note, 1977)
- Hell of an Act to Follow (Columbia, 1978)
- Bobo (Columbia, 1979)